# Anna Renström
Anna Renström, född 22 april 1987, är en svensk innebandyspelare som spelade back i Örnsköldsvik IB. Hon var med i det svenska landslag som vann VM-guld vid innebandy-VM 2009.

## Klubbar i karriären
- IBF Falun
- IBK Dalen
- Örnsköldsvik IB